# 曹婕妤
婕妤曹氏（しょうよ そうし、生没年不詳）は、南宋の寧宗の妃嬪。

## 生涯
初め、美人（正四品）に封ぜられた。容貌が美しく、寧宗の寵愛を受けた。姉の「虚無自然先生」という道士は、韓侂冑の愛人といわれた。
慶元6年（1200年）11月、韓皇后（恭淑皇后）が崩御すると、外戚として権力を保ってきた韓侂冑は不安を覚えた。翌年になっても、寧宗は新たな皇后を決めることができずにいた。その頃に寵愛された楊貴妃（後の恭聖皇后）は40代で明敏な女性で、権謀術数を多く弄した。対照的に、曹美人は性格が従順であった。韓侂冑は曹美人を皇后に強く推したが、結局楊貴妃が皇后に立てられた。韓侂冑は楊氏の怒りを買った。
嘉泰3年（1203年）、曹氏は婕妤に上った。

## 伝記資料
- 『宋史』
- 『宋会要輯稿』